# Labdarúgás-szimuláló jelölőnyelv
A labdarúgás-szimuláló jelölőnyelv (Footballer and Football Simulation Markup Language; röviden: FerSML) XML-nyelv, mellyel úgy tudjuk leírni, jellemezni a labdarúgók és a vezetőedzők tudását, viselkedését, hogy ezzel a leírással labdarúgó-mérkőzések sokaságát lehet szimulálni. Az együtt fejlődő jelölőnyelv és szimulációs szoftver alkotja a labdarúgás-szimulációs (FerSML) platformot. A FerSML platform célja tudományos: a leíró nyelvet és a szimulációt közösen úgy fejleszteni, hogy a számítógépen szimulált mérkőzések olyan jellemzőket mutassanak, amiket a valódiak is, ha megmérjük azokat. Tehát például egy szimulált világbajnokságon ugyanolyan legyen az összes lőtt gólok számának véletlentől való függése (eloszlása), mint amilyen az a valódiakon.

## Elosztott szurkolói avatár-adatbázis
Természetesen a fejlesztéshez szükség van adatokra, ennek az „adatéhségnek” a csillapítására lehet egy alternatíva a szurkolói avatárok alkalmazása. Ezen a területen folyik most a labdarúgást szeretők és értők körében a közösségépítés.

## Külső hivatkozás
- Letöltés